# Нацрти закона за Херцеговину
Нацрти закона за Херцеговину или Нацрт закона за херцеговачке усташе представља један предлог закона и устројства Херцеговине који је написао Валтазар Богишић. Написан је како би евентуално послужио за потребе устаника у Херцеговини. Предлог закона највише пажње посвећује војним питањима. Богишић је држао у тајности овај пројекат због односа са црногорским двором који се супростављао херцеговачким главарима који су хтели да самостално уреде Херцеговину. Као место скуштине помиње се манастир Косијерево.
Цео предлог закона је подељен у одељке а одељци у параграфе. Укупно има 77 параграфа.
- Први одељак носи назив Устрој привремене земаљске управе за Херцеговину. Као председник је наведен Мићо Љубибратић.
- Други одељак назив Основна јавна права Херцеговине и у њему се говори о једнакости пред законом, заштити личности, имања, части, политичких права итд.
- Трећи одељак носи назив  Струка унутрашњих послова уређује питања администрације, унутрашњих послова, сигурности странаца, саобраћају, безбедности итд.
- Четврти одељак носи назив Војничка струка и говори о обавезном служењу војног рока за све Херцеговце од 18 до 50 год. а да Херцеговци-мухамеданци не служе војску али морају дати довољно јемства да неће бити противници народној војсци.
- Пети одељак носи назив Војнички суд и има 14 тачака. Предвиђени су војнички судови у свакој чети, набројани су главни војнички злочини и преступи и начин кажњавања. Од санкција се помињу глоба као и смртна казна.
- Шести одељак носи назив Војничка економија, има 8 тачака и уређује војне набавке, ратни плен и добровољне прилоге.
- Седми одељак носи назив Судска струка и одваја грађанске и кривичне спорове од војних и уређује друга питања и судског поступања.
- Осми одељак носи назив  Устрој земље и уређује административну поделу земље и права и дужности округа и окружних главара.
- Девети одељак носи назив Финанчна струка и у ређујеје финансијска питања, порезе, царине, благајне и доходак.